# Lane Stadium
Lane Stadium é um estádio localizado em Blacksburg, Virgínia, Estados Unidos. Possui capacidade total para 65 632 pessoas, e é a casa do time de futebol americano universitário Virginia Tech Hokies football do Instituto Politécnico e Universidade Estadual da Virgínia. O estádio foi inaugurado em 1965.